# Gare de Villers-sur-Thère
Pour les articles homonymes, voir Gare de Villers.
La gare de Villers-sur-Thère était une gare ferroviaire française de la ligne d'Épinay - Villetaneuse au Tréport - Mers, située dans le hameau de Villers-sur-Thère, sur le territoire de la commune d'Allonne, dans le département de l'Oise, en région Hauts-de-France.
C'était, jusqu'en 2014, une halte de la Société nationale des chemins de fer français (SNCF).

## Situation ferroviaire
Établie à 61 m d'altitude, la gare de Villers-sur-Thère est située au point kilométrique (PK) 74,716 de la ligne d'Épinay - Villetaneuse au Tréport - Mers, entre les gares ouvertes de Saint-Sulpice - Auteuil et de Beauvais.

## Histoire

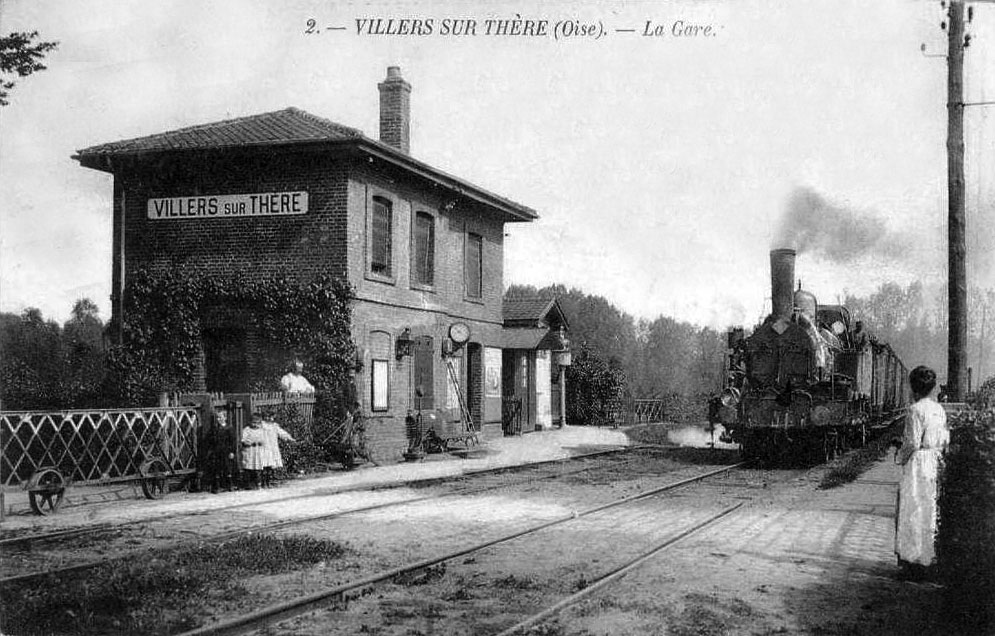
La gare, vers 1900.

Le point d'arrêt non géré de Villers-sur-Thère était desservi, jusqu'en 2014, par des trains TER Picardie qui effectuaient des missions entre les gares de Paris-Nord et de Beauvais. En 2009, sa fréquentation quotidienne était de 15 voyageurs.